# 天主教安国教区
天主教安国教区是中国第一批6个国籍教区中教友人数较多的一个。
1923年，经保定的富成功主教同意，教廷从保定教区划出一部分辖区，成立蠡县監牧區，辖安国县，博野县，高阳县一半区域，任丘县一部分，蠡县，束鹿县，深泽县和辛集市。主教座堂设在蠡縣高家莊。第一任國籍主教是第一批赴羅馬由教宗親自祝聖的六位主教之一孫德楨。后来，孫主教在安國縣城西關购买了150公頃土地，興建主教公署及小修道院。蠡縣監牧區改称安国教区。又委托雷鸣远神父创办了2个修會：真福院（耀漢小兄弟会）和對面的「德來小妹妹會院」。由於雷鳴遠神父的加入而聲名遠播。
1949年，安国教区有教友33200人,现在，则有教友20000人，神父15位。

## 历任主教
- 孫德禎（Bishop Melchior Sun De-zhen (Souen), C.M.1926-1937）
- 王增義（Bishop John Baptist Wang Zeng-yi, C.M. 1937-1951）圣名若翰洗者，1884年生于保定。
- 刘棣芬（Bishop Stephen Liu Difen,1988-1992.11.14）圣名斯德望，1912年5月13日生于河北任丘县边渡口村热心教友家庭。1932年入北京大修院，1939年晋升铎品，后以优异成绩毕业于辅仁大学，回安国教区传教并从事医学研究，抗日战争时期，应范学淹神父特邀担任汉口中学教务主任。1951年因拒绝三自革新被捕。释放后从医于安国八五公社医院。文革期间被遣送回家，备受残酷折磨。1980年重返医院工作岗位。1984年退休后全力投入传教工作。1988年被祝圣为安国教区正权主教。
- 苏志民(Bishop James Su Zhimin.1993年—1997）1993年安国教区代理主教。直到1997被捕为止。
- 程晓隶神父(Father Cheng Xiaoli.1997年—）安国教区署理。生于河北博野县程六市村。1991年晋升铎品，信仰虔诚。

## 安国教区教会名人
- 傅文輝神父，聖名若瑟，河北省人，原屬安國教區，1924年6月1日生於熱心教友家庭，神父自幼矢志修道，赴北京石門修進修哲學，後轉往香港華南總修院攻讀神學，1952年7月6日在香港晉鐸，旋即來台展牧靈工作，先服務於主教座堂，後奉派往板橋德蘭堂(後改名為華福堂)。1955年傅神父與陳銘之神父奉派去樹林起新堂另開福園地，後赴台南玉井擔任本堂繼往淡水任本女修會神師，後因健康欠佳退居若瑟樓靜養，神父雖多病纏身仍能頃全力編譯靈修書籍十幾本廣為教友閱讀，最後因中風、肺疾於10月1日安息主懷。

- 刘景明神父，于1916年生于河北省蠡县东河村一热心教友家庭。从小领洗进教，圣名伯多禄。1932年入安国教区耀汉小兄弟会，会名安桑兄弟。1946年到北京清河真福院任职。1952年与本会修士一同被捕以莫须有的罪名劳教四年。1962年释放回家。1982年1月5日祝圣为司铎在山西、包头、河北省各地传教。1989年因病回家并带病传教牧放羊群。1992年9月2日逝世。

- 相彼德神父，安国教区耀漢小兄弟会会士。留学美国，改革开放后投巨资在青岛兴建公益医院。